# Lachnaea densiflora
Lachnaea densiflora är en tibastväxtart som beskrevs av Carl Daniel Friedrich Meisner. Lachnaea densiflora ingår i släktet Lachnaea och familjen tibastväxter. Inga underarter finns listade i Catalogue of Life.